# ムーニー事件

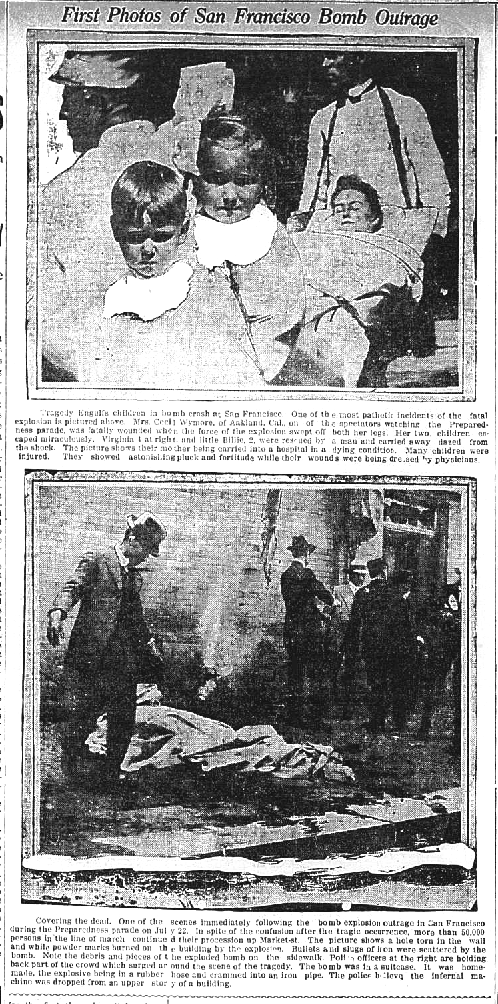
爆裂弾が破裂した現場の写真

ムーニー事件（ムーニーじけん）は1916年に発生したアメリカ合衆国における労働運動弾圧の冤罪事件である。
1916年7月22日、サンフランシスコでデモがおこなわれた最中、爆裂弾が破裂し、死者9人、負傷者40人がでた（これは官憲の謀略であった）。
これを理由に労働運動の指導者4人、すなわちトマス・ムーニー夫妻、W.ビリングス、I.ワインベルグを捕らえ、事件の犯人として殺人罪の名のもとに起訴した。証人60人が彼らの無罪を証明したが、その効果なくビリングスは終身刑、ムーニーは死刑を宣告された。
ムーニーの処刑は1918年12月13日に執行されることに確定したが、アメリカ合衆国、南アメリカ、ヨーロッパ、ロシアなどでは、反対のデモがおこなわれた。カリフォルニア知事はムーニーの死刑を終身刑に変更したが、労働界はこれに満足せず、1919年1月、ムーニー事件のための国民労働会議（NLC）が開かれ、ムーニーの判決破棄を決議した。その結果、4日間にわたって100万の労働者が抗議に参加したが、彼は釈放されなかった。ムーニーが釈放を勝ち取ったのは1938年である。

## 関連事項
- 捏造
- サッコ・ヴァンゼッティ事件

## 関連書籍
- 小此木真三郎『フレームアップ：アメリカをゆるがした四大事件』岩波新書、1983年